# Голям Дебелец
Голям Дебелец е най-високият връх на Верила планина. Надморската му височина е 1415 м. Принадлежи към Руйско-Верилската планинска редица. Върхът е част от планинските първенци на България.